# (31968) 2000 HH5
(31968) 2000 HH5 est un objet de la ceinture principale d'astéroïdes intérieure découvert en 2000.

## Description
(31968) 2000 HH5 a été découvert le 28 avril 2000 à l'observatoire Magdalena Ridge, situé dans le comté de Socorro, au Nouveau-Mexique (États-Unis), par le projet Lincoln Near-Earth Asteroid Research (LINEAR).

### Caractéristiques orbitales
L'orbite de cet astéroïde est caractérisée par un demi-grand axe de 1,94 ua, un périhélie de 1,86 ua, une excentricité de 0,04 et une inclinaison de 22,21° par rapport à l'écliptique. Du fait de ces caractéristiques, à savoir un demi-grand axe inférieur à 2 ua et un périhélie supérieur à 1,666 ua, il est classé, selon la JPL Small-Body Database, objet de la ceinture principale d'astéroïdes intérieure.

### Caractéristiques physiques
(31968) 2000 HH5 a une magnitude absolue (H) de 16,1 et un albédo estimé à 0,136.